# Pestalotiopsis annulata
Pestalotiopsis annulata är en svampart som först beskrevs av Berk. & M.A. Curtis, och fick sitt nu gällande namn av Steyaert 1949. Pestalotiopsis annulata ingår i släktet Pestalotiopsis och familjen Amphisphaeriaceae.   Inga underarter finns listade i Catalogue of Life.